# Українська головна визвольна рада

Лісничівка — місце проведення Великого збору УГВР. Прогулюються о. І. Гриньох та В. Мудрий.

Українська головна визвольна рада (УГВР) — орган політичного керівництва українським визвольним рухом, який оголосив себе «верховним органом українського народу в його революційно-визвольній боротьбі» (Тимчасовий устрій УГВР), утворений в Україні наприкінці Другої світової війни з ініціативи УПА й ОУН(б). Метою організаторів було створення ширшої суспільно-політичної бази для боротьби збройного підпілля проти німців і більшовиків та притягнення до неї кадрів з-поза ОУН, хоч остання залишалася організаційною й ідеологічною базою УГВР.

## Формування та персональний склад УГВР

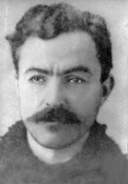
Кирило Осьмак. Президент УГВР

У січні 1944 року з мандату командування УПА Лев Шанковський очолив ініціативну комісію, яка встановила зв'язки з окремими представниками колишніх партій та непартійними діячами. Представники ОУН полковника Андрія Мельника не погодилися увійти до планованого керівного органу. Установчі збори УГВР відбулися 11—15 липня 1944 року між селами Сприня (нині Самбірський район) та Недільна (нині Старосамбірський район) під охороною відділів УПА. У зборах взяло участь 20 осіб, інші п’ять погодилися прийняти мандати, але не могли прибути. Більшість засновників не належала до ОУН; 10 з них походили з Північно-Західних Земель та Наддніпрянщини. В Україні згодом кооптовано 4 члени (до 1950 року).
На зборах, якими керував Ростислав Волошин (Голова Президії Великого Збору УГВР), схвалено тимчасовий устрій, платформу та універсал УГВР до українського народу. УГВР ухвалила демократичні засади державно-політичного життя і соціально-економічну програму майбутнього устрою України. Обрано президію УГВР: президент — Кирило Осьмак, віце-президент — Василь Мудрий, о. Іван Гриньох та І. Вовчук, генеральний секретаріат (гол. Роман Шухевич — Тарас Чупринка), генеральний суд і генерального контрольного.

## Ідеологічна та політична платформа
Закон України «Платформа УГВР» від 14.07.1944 р.
1. Преамбула
1. Український національно-визвольний рух, створення Самостійної Української Держави та боротьба за її закріплення в 1917—1921 рр. поглибили національну свідомість і посилили політичну активність українських народних мас. Упадок української держави внаслідок чужого завоювання, зумовленого недостатнім внутрішнім об'єднанням українських національних сил, полегшив чужинцям запанувати в Україні. Це панування позначилось небувалим гнітом, масовим пограбуванням українського народу, поверненням його селянства і робітництва у справжнє кріпатство, з нещадною експлуатацією і винищенням мільйонних мас голодом і терором. Це страшне і криваве лихоліття упродовж 25 років навчило українські народні маси, що ніякий чужий політичний та соціальний устрій не піде їм на користь і що тільки власна національна суверенна держава є єдиною передумовою та запорукою нормального життя і розвитку нації її культури, матеріального і духовного добробуту народних мас.
2. Сучасна війна між двома тоталітарними силами, московсько-більшовицьким та німецько-гітлерівським імперіалізмами, ведеться за володіння в першу чергу українських земель, як вихідних позицій до панування у Східній Європі і навіть у всій Європі. Вони стоять на позиціях тоталітарної, колоніальної експлуатації українських земель та їх населення. Вириваючи українському народові всі матеріальні і господарські засоби, вони нещадно винищують провідні національні сили, нищать національну культуру і національну свідомість у масах, колонізують край чужим населенням а українське населення масово знищують або вивозять за межі України.
3. Проте ця війна виснажує також наших ворогів і приводить їх до соціального та політичного розкладу. Це створює сприятливі передумови для визвольної боротьби поневолених народів та полегшить їм остаточно перемогу.
4. З уваги на це, необхідно:

а) у вирі сучасної тоталітарної війни оборонити український народ та його провідні кадри перед фізичним знищенням;
б) повести його до боротьби за своє визволення і власну суверенну державу.
Для здійснення цих завдань потрібний єдиний всеукраїнський національний фронт, організований на основі об'єднання всіх діючих національних українських сил, які змагають до української суверенної держави і єдиний керівний центр.
Тому за ініціативою Української Повстанської Армії (УПА), що створилася в процесі збройної боротьби українського народу проти грабунків і насильства окупантів над мирним українським населенням, зорганізувався із представників усіх українських земель та українських політичних середовищ всеукраїнський провідний центр під назвою: Українська Головна Визвольна Рада (УГВР).
2.Цілі й завдання УГВР
1. Об'єднати і координувати дії всіх самостійницько-визвольних сил українського народу на всіх землях України та поза ними для національно-визвольної боротьби проти всіх ворогів українського народу, зокрема проти московсько-більшовицького і німецько-гітлерівського імперіалізмів, за створення Української Самостійної Соборної Держави (УССД).
2. Визначити ідейно-програмові напрямки визвольної боротьби українського народу.
3. Керувати всією національно-визвольною боротьбою українського народу аж до здобуття державної незалежності і створення органів незалежної державної влади в Україні.
4. Репрезентувати, як Верховний всеукраїнський центр, сучасну політичну боротьбу українського народу в краю і закордоном.
5. Покликати до життя перший український державний уряд та скликати перше українське всенародне представництво.

3.Основні ідейно-програмові принципи
Збереження життя нації, національної єдності і культури — це перша і найвища ціль всякого здорового національного організму; національна суверенна держава із повними правами національних меншостей плекати свою власну по формі і по змісту національну культуру є головною запорукою утворення Держави і нормального розвитку нації та добробуту її громадян.
Всі політично-активні українські чинники повинні сконсолідуватися в боротьбі за Самостійну Українську Державу, усунувши всякі суперечливі питання соціально-політичного порядку, які без здобуття власної держави не мають під собою реального ґрунту.
Боротьба за самостійну державу може бути успішною тільки при умові, що вона буде проводитися незалежно від політичних впливів сторонніх сил. На тій підставі УГВР визнає такі принципи своєї діяльності:
1. УГВР прагне до відбудови Української Самостійної Соборної Держави на всіх землях українського народу засобами самостійницької боротьби проти всіх ворогів державної самостійності українського народу, зокрема проти більшовицьких і німецьких окупантів та співпраці з усіма прихильниками такої самостійності.

## Устрій УГВР
Закон України «Про устрій УГВР» від 13.07.1944 року
(ТИМЧАСОВИЙ УСТРІЙ УГВР Прийнятий Великим збором УГВР у липні 1944 року)
1. Загальні основи УГВР
1. УГВР це верховний орган українського народу в його революційно-визвольній боротьбі за УССД.
2. Джерелом влади УГВР є воля українського народу, виявлена в самостійницьких змаганнях всіх діючих сил народу.
3. УГВР:
  1. а) консолідує самостійницькі суспільно-політичні елементи;
  2. б) координує діяльність політично-активних середовищ;
  3. в) очолює визвольну боротьбу, дає напрям українській державницькій політиці та керує нею;
  4. г) репрезентує український народ та його державницькі змагання перед зовнішнім світом.
4. Членом УГВР може бути національно активний українець-державник з громадянським стажем, що визнає політичну платформу, прийняту Збором УГВР та є постійно готовим реалізувати її програму.
5. УГВР складається з 25 членів. Число членів може бути збільшене шляхом кооптації. Кооптацію проводять:
  1. а) Великий Збір УГВР;
  2. б) Президія УГВР за пропозицією Генерального Секретаріату.
6. Членом УГВР перестає бути той, хто добровільно вийде або кого УГВР виключить.
7. Виключити члена УГВР може тільки Великий Збір кількістю 2/3 голосів. Між сесіями Великого Збору, Президія УГВР має право припинити членство особи в УГВР до вирішення справи найближчим Великим Збором.
8. УГВР діє через такі органи:
  1. а) Великий Збір УГВР;
  2. б) Президія УГВР з Президентом на чолі;
  3. в) Генеральний Секретаріат з Головою на чолі;
  4. г) Генеральний Суд з Генеральним Суддею на чолі;
  5. д) Контрольна Колегія з Генеральним Контрольним на чолі.
9. УГВР діє також у формі конференцій УГВР, які проводить Президент УГВР.
10. Діяльність окремих органів УГВР буде нормоване внутрішніми розпорядженнями, які затверджує Президент в порозумінні з Генеральним Суддею.
11. Для вирішення життєвих питань органи УГВР можуть створювати окремі комісії із спеціалістів і науковців тих чи інших галузей.
12. УГВР постійно перебуває і працює на українських землях. Для виконання дипломатичних чи інших місій за кордон висилаються окремі члени УГВР.

2. Великий Збір УГВР
1. Найвищою українською законодавчою владою у час революційно-визвольної боротьби за УССД є Великий Збір УГВР.
2. Великий Збір УГВР:
  1. а) ухвалює основні закони;
  2. б) розглядає та вирішує основні політичні питання, встановлює лінію визвольної політики, встановлює програму і тактику боротьби українського народу;
  3. в) приймає звіти діяльності всіх органів УГВР;
  4. г) встановлює напрямки діяльності для всіх органів УГВР;
  5. д) вибирає Президента і 7 членів Президії, Голову Генерального Секретаріату, Генерального Суддю і Генерального Контрольного;
  6. е) приймає присягу від Президента;
  7. є) кооптує нових членів і затверджує кооптованих Президією;
  8. ж) виключає членів.
3. Звичайний, черговий Великий Збір УГВР скликає Президент, щонайменше раз на рік.
4. Надзвичайний, позачерговий Великий Збір УГВР скликає Президент:
  1. а) з власної ініціативи;
  2. б) на пропозицію Президії;
  3. в) на пропозицію Генерального Секретаріату;
  4. г) на пропозицію Генерального Контрольного;
  5. д) на домагання 1/3 членів УГВР.
5. Збір відкриває Президент. Головує на Зборі вибраний Предсідник Великого Збору, який покликає дальших членів Президії Збору.
6. Для законності рішень Великого Збору потрібна наявність найменше половини кількості членів УГВР.
7. Всі справи вирішуються звичайною більшістю голосів, тільки для виключення члена і для ухвалення зміни устрою потрібно 2/3 наявних голосів. Для ліквідації УГВР треба ? голосів усіх діючих членів УГВР.
8. У виняткових випадках УГВР може винести рішення також без скликання збору, за принципом індивідуального голосування, крім рішення саморозпуску.

3. Президент і Президія УГВР
1. Президент стоїть на чолі УГВР і репрезентує її назовні.
2. Компетенції Президента УГВР:
  1. а) скликає і відкриває Великий Збір УГВР;
  2. б) проводить Президію УГВР і Конференції УГВР;
  3. в) затверджує Генеральних Секретарів, покликаних Головою Генерального Секретаріату;
  4. г) затверджує двох членів Генерального Суду, покликаних Генеральним Суддею;
  5. д) затверджує двох членів Контрольної Комісії, покликаних Генеральним Контрольним;
  6. е) затверджує закордонних делегатів УГВР, запропонованих Головою Генерального Секретаріату, на пропозицію Генерального Секретаря Зовнішніх Справ;
  7. є) приймає присягу від членів Президії, Голови Генерального Секретаріату, Генеральних Секретарів, членів Генерального Суду і членів Контрольної Комісії;
  8. ж) має право ласки.
3. Президент складає присягу Великому Зборові на Предсідника Великого Збору УГВР.
4. Президія з Президентом на чолі є органом УГВР, що діє між сесіями Великого Збору УГВР.
5. В склад Президії входять:
  1. а) Президент;
  2. б) троє віце-президентів;
  3. в) чотири члени Президії.
6. Президія УГВР розглядає політичну лінію, тактику і практичну діяльність всіх органів УГВР та подає їм свою оцінку і пропозиції.
7. Компетенції Президії УГВР:
  1. а) дає пропозиції про скликання Збору;
  2. б) кооптує нових членів УГВР, на пропозицію Генерального Секретаріату;
  3. в) призупиняє членство в УГВР до подальшого рішення Збору;
  4. г) приймає звіти від Голови Генерального Секретаріату, від окремих Генеральних Секретарів, від Генерального Суду і від Контрольної Колегії. Час і спосіб звітування встановлює Президія окремим розпорядженням в порозумінні з відповідними органами УГВР.
8. Президія УГВР діє в складі не менше половини членів Президії — крім Президента.
9. У випадку не можливості Президією виконувати свої обов'язки її компетенції переходять до самого Президента до найближчого Великого Збору УГВР, без права відкликати Голову Генерального Секретаріату.
10. Президія виносить своє рішення звичайною більшістю голосів. При рівному поділі голосів вирішує голос головуючого. У випадку конституційного або політичного конфлікту, Президія має право вимагати відставки Голови Генерального Секретаріату при наявності 2/3 усіх членів Президії — ? голосами.
11. В час відсутності Президента заступає його один з членів Президії, найближчий у персональній черзі, встановленій Великим Збором.
12. У випадку самовідкликання, смерті чи іншої тривалої перешкоди виконувати функції Президента, компетенції його переходять на Колегію Президії, яка формується автоматично з трьох найближчих в черзі членів Президії УГВР.
13. Колегія Президії має тимчасовий характер і зобов'язана якнайскоріше скликати Великий Збір УГВР.
14. Президент і Президія УГВР відповідають перед Великим Збором УГВР.

4. Генеральний Секретаріат УГВР
1. Виконавчим органом УГВР є Генеральний Секретаріат.
2. Генеральний Секретаріат складається з:
  1. а) Голови Генерального Секретаріату;
  2. б) Секретаря Внутрішніх Справ;
  3. в) Секретаря Закордонних Справ;
  4. г) Секретаря Військових Справ і Командира Збройних Сил;
  5. д) Секретаря Фінансово-господарських Справ.
3. Голову Генерального Секретаріату вибирає Великий Збір УГВР.
4. Генеральних Секретарів покликає Голова Генерального Секретаріату і затверджує Президент УГВР.
5. Становища Генеральних Секретарів можуть бути кумульовані.
6. Генеральний Секретаріат складає звіти із своєї діяльності Президії УГВР.
7. Генеральний Секретаріат і окремі Генеральні Секретарі є відповідальні перед Великим Збором УГВР і йому складають звіт із своєї діяльності.
8. Дисциплінарно Секретарі відповідають перед Головою Генерального Секретаріату і Президентом.
9. На пропозицію Голови Генерального Секретаріату Президент виключає Секретарів з уряду.
10. Генеральний Секретаріат діє колегіально і вирішує більшістю голосів. При рівному поділі голосів вирішальним є голос Голови Генерального Секретаріату.
11. Голова може доручити тимчасове заступництво у функціях Голови Генерального Секретаріату одному з Генеральних Секретарів.
12. У випадку самовідводу, смерті чи іншої тривалої перешкоди у виконанні функцій Голови Генерального Секретаріату — Президент з Президією, Генеральний Суддя, Генеральний Контрольний і Генеральні Секретарі вибирають тимчасово Голову Генерального Секретаріату.
13. Законна сила правово-державних актів зобов'язує тільки за підписом Президента і Голови Генерального Секретаріату.

5. Генеральний Суд
1. Судово-виконавчим органом УГВР для здійснення від її імені правопорядку є Генеральний Суд, зложений з Генерального Судді і двох членів Генерального Суді.
2. Генерального Суддю вибирає Збір УГВР, двох подальших членів Суду покликує Генеральний Суддя і затверджує Президент УГВР.
3. Генеральний Суд відповідає за виконання своїх завдань перед Великим Збором УГВР.
4. У випадку самовідводу, смерті чи іншої тривалої перешкоди у виконанні функцій Генерального Судді — Президент з Президією, Генеральний Контрольний, Голова Генерального Секретаріату і члени Генерального Суду вибирають Генерального Суддю.
5. За Генеральним Суддею забезпечується право інспектувати питання устрою УГВР та давати свої пропозиції Президентові при затверджені внутрішніх правильників органів УГВР.

6.Контрольна колегія
1. Контрольно-виконавчим органом УГВР є Контрольна Колегія, зложена з Генерального Контрольного і двох членів Контрольної Колегії.
2. Генерального Контрольного вибирає Великий Збір УГВР, двох наступних членів Контрольної Колегії вибирає Генеральний Контрольний і затверджує Президент УГВР.
3. Контрольна колегія провіряє фінансово-господарську діяльність всіх органів УГВР, зокрема наглядає над фінансово-господарською політикою Генерального Секретаріату.
4. У випадку самовідводу, смерті чи іншої тривалої перешкоди у виконанні функцій Генерального Контрольного — Президент з Президією, Генеральний Суддя, Голова Генерального Секретаріату і члени Контрольної Колегії

Прийнято Великим збором УГВР у липні 1944 року.

## Учасники установчих зборів і члени УГВР
Список членів УГВР

### Члени УГВР (під час зборів)
- Ярослав Біленький
- Іван Вовчук, віце-президент УГВР
- Ростислав Волошин
- Іван Гриньох, віце-президент УГВР
- Микола Дужий, член президії УГВР (одночасно секретар президії УГВР)
- Микола Лебедь
- Омелян Логуш
- Катерина Мешко
- Василь Мудрий, віце-президент УГВР
- Кирило Осьмак, президент УГВР
- Зенон Пеленський, член президії УГВР
- Йосип Позичанюк
- Василь Потішко
- Мирослав Прокоп, член президії УГВР
- Дарія Ребет, член президії УГВР
- Павло Турула
- Лев Шанковський
- Павло Шумовський
- Роман Шухевич
- Петро Чуйко

### Члени УГВР (відсутні під час зборів)
- Іван Багряний
- Євген Врецьона
- Варфоломій Євтимович
- Олександр Малиновський
- Ілля Сем'янчук

### Інші учасники зборів
- спостерігачі від Державного центру УНР на еміграції та митрополита Андрея Шептицького

## Функції та діяльність
В Україні під радянською окупацією УГВР керувала через УПА збройною боротьбою та вела через ОУН політичну і пропагандивну діяльність проти радянської влади. Офіційними виданнями були «Вісник УГВР» (1944 — 45), «Бюлетень інформації УГВР» (9 випусків, 1948 — 51); видано також 1 випуск часопису «Самостійність» (1946). Бюро інформації очолював кооптований член УГВР, публіцист П. Полтава. УГВР підтримувала Українську Греко-Католицьку Церкву проти насильної ліквідації та вела пропаганду серед червоноармійців у Західній Україні. У 1946 проведено бойкот радянських виборів. У жовтні 1949 року УГВР, УПА й ОУН видали «Звернення Воюючої України до всієї української еміграції» із закликом активізувати визвольну справу за кордоном. По смерті Р. Шухевича (1950) генеральний секретаріат очолив Ю. Коваль (справжнє прізвище В. Кук). Більшість членів УГВР в Україні загинула або була заарештована. Тоді ж практично УГВР в Україні перестала існувати.

## УГВР за кордоном

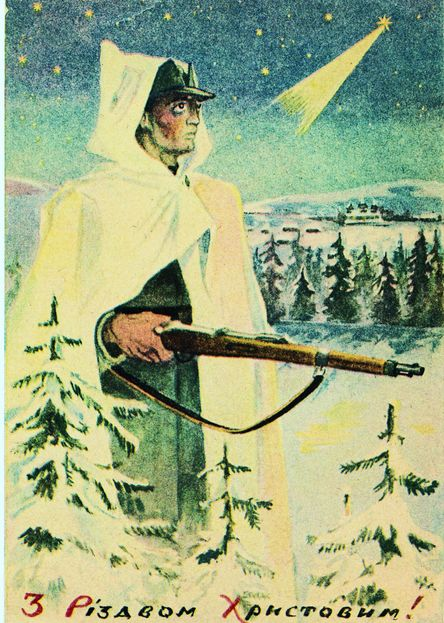
Різдвяна листівка, видана 1947 р. Пресовим Бюро ЗП УГВР

Уже в кінці 1944 року за кордон виїхала частина членів УГВР і тут оформила Закордонне Представництво (ЗП УГВР), головою якого став о. І. Гриньох. Зовнішні зв'язки та інформацію провадив генеральний секретар закордонних справ М. Лебедь, який у 1945 встановив зв'язки з альянтами в Італії. Ще на початку 1944 року представники визвольного підпілля, що діяли від імені ініціативної комісії УГВР, вели розмови та досягли деяких узгоджень (взаємний ненапад на спільній території дій) з польським підпіллям (Армія Крайова) та урядовими і військовими представниками Румунії й Угорщини. Уже в еміграції вислано низку меморіалів, серед інших на Мирову конференцію в Парижі (спільно з представником екзильного уряду УНР), ведено інтенсивну інформативну діяльність (Українська Пресова Служба), організовано допомогу рейдуючим на захід відділам УПА та утримувано контакти з підпіллям в Україні. При ЗП УГВР діяла Місія УПА. До 1948 року Закордонні Частини ОУН (С. Бандери) підтримували ЗП УГВР, але незабаром між ними виникли розходження — ідеологічні, тактичні й особисті; лише нова фракція, що в 1954 році розійшлася з С. Бандерою — ОУН за кордоном, співпрацює з ЗП УГВР.

## Відносини з іншими українськими міграційними центрами
Спроби стати базою для ширшої консолідації через приєднання до ЗП УГВР інших організацій і партій не мали успіху. З утворенням Укр. Нац. Ради ЗП УГВР заявило, що не має претензій очолювати українське політичне життя в еміграції, а лише є представником революційного руху в Україні і по цій лінії веде свою діяльність за кордоном. Тут з кооптованих нових членів утворено Раду референтів та постали в різних державах делегатури ЗП УГВР.
З середини 1960-х років відбуваються неперіодичні конференції середовища УГВР, на яких кооптовано нових членів та обираються керівні органи ЗП УГВР, що вже перестало бути представницькою установою. Разом з кооптованими ЗП УГВР має з того часу (1980) понад 20 членів, у тому числі 10 членів-засновників. З першого складу членів УГВР в еміграції померли: І. Вовчук, Є. Врецьона, о. О. Малиновський, В. Мудрий, З. Пеленський, І. Сім'янчук і П. Чуйко.

## Видавнича діяльність
У Мюнхені ЗП УГВР почало видавати з 1951 року двотижневу газету «Сучасна Україна» і місячник «Українська Літературна Газета», на базі яких у 1961 році постав журнал «Сучасність». У Нью-Йорку ЗП УГВР створило в 1952 році дослідницько-видавничу установу «Пролог», який видавав короткий час (1957—1960) однойменний журнал англійською мовою, а також місячник «Digest of Soviet Ukrainian Press» (1957—1977). Видавництва «Сучасність» і «Пролог» видали разом понад 100 назв книг історичного, політичного і літературно-мистецького змісту. З 1970-х років пресове бюро ЗП УГВР публікує систематично матеріали «Самвидаву» та популяризує український дисидентський рух. Головою «Прологу» до 1973 року був М. Лебедь, пізніше — М. Прокоп, заступник голови ЗП УГВР.